# 風色幻想系列
風色幻想系列（Wind Fantasy），是由台湾弘煜科技所製作的戰略角色扮演遊戲系列作，中國大陆的代理商為寰宇之星。
根据背景设定，可以将本系列划分为两个子系列及其他独立作品。
两个子系列分别为菲利斯多篇、绿之星篇。
独立作品目前有風色幻想SP～封神之刻～与风色英雄传Online。
2022 年 8 月 9 日 風色系列登陸STEAM平台發售。

## 总览
| 名稱                                                                                   | 發行日期                                                                  | 資料片                                                     |
| 風色幻想                                                                               | 台灣:2014年 黑馬數位代理                                                  |                                                            |
| ★幻想時空                                                                              | - 臺灣：1997年                                                            |                                                            |
| 魔導聖戰～風色幻想～                                                                   | - 臺灣：1999年（初版） - 臺灣：2004年（再版）                             | 魔導聖戰～風色幻想 Forever                                 |
| 風色幻想SP～封神之刻～                                                                 | - 臺灣：2000年（初版） - 臺灣：2004年（再版） - 中国大陆：2007年3月8日    | 補完版                                                     |
| ★幻翼傳說～露卡的魔獸教室～                                                            | - 臺灣：2001年                                                            |                                                            |
| 風色幻想II～aLIVE～                                                                    | - 臺灣：2002年9月（初版） - 臺灣：2008年9月（再版） - 中国大陆：2005年4月 | 終極補完版                                                 |
| 風色幻想III～罪與罰的鎮魂歌～                                                          | - 臺灣：2004年11月16日 - 中国大陆：2005年2月25日                          | 死神的禮物                                                 |
| 風色幻想4～聖戰的終焉～                                                                | - 臺灣：2005年7月13日 - 中国大陆：2005年11月11日                          | 祭風之塔的最後戰役                                         |
| 風色幻想5～赤月戰爭～                                                                  | - 臺灣：2006年8月11日 - 中国大陆：2006年10月1日                           | 複合式最強冒險資料片                                       |
| 風色幻想6～冒險奏鳴～                                                                  | - 臺灣：2007年7月12日 - 中国大陆：2007年9月1日                            | 完美冒險資料片                                             |
| 風色幻想XX～交錯的軌跡～                                                               | - 臺灣：2008年6月24日 - 中国大陆：2009年7月10日                           | 究極燃燒資料片 菊音的挑戰書！                              |
| 風色幻想Online (日版：Le Ciel Bleu 〜ル・シエル・ブルー〜) (英文版：Legend of Galasia) | - 臺灣：2009年8月18日 游戏新干线代理 - 中国大陆：2010年3月18日 悠游网代理 | 首創同性結婚系統，禁忌革命資料片開放（預定2011年一月中旬） |
| 風色幻想 命運傳說                                                                      | - 2022年11月3日                                                           |                                                            |
| 風色幻想NeXus                                                                          | - 2025年4月24日                                                           |                                                            |

★表示包含前傳、外傳等的相關作品。

## 菲利斯多篇
菲利斯多篇一般指本系列中的以下4部作品：
- 魔導聖戰～風色幻想～
- 風色幻想II～aLIVE～
- 風色幻想III～罪與罰的鎮魂歌～（和风色幻想4有连贯性[14]）
- 風色幻想4～聖戰的終焉～ （菲利斯多篇·完结篇）

另外，尚有前传、外传性质的作品：
- 幻想時空
- 幻翼傳說～露卡的魔獸教室～
- 风色幻想Online （网络游戏）

## 菲利斯多篇时间线
以下是根据各种资料整理的本子系列的时间线（或称年表）。
已略去一部分过于细节或仅与其中少数作品有关的内容。

### 起源
- 人们在月球表面发现了封存于“潘多拉之盒”中的黑发少女，将其命名为“Mystery”，并成立了专门研究的团队。其后，在出现于该团队领导约伯梦中的Mystery指引下，人们掌握了很多新技术，建造了能够进行星际旅行并内含物种创造单元世界树系统的飞船不沉之月，也终于成功开启了“潘多拉之盒”。约伯给了终于见面的Mystery爱丝特尔之名，并在和她的交谈中，得知了她身怀名为龙脉之流，也就是菲利斯多的力量。
- 由于菲利斯多的存在被团队成员犹大泄露，这股力量遭到了当时世界上的两大势力互相争夺。约伯和爱丝特尔最终成功逃至中国西藏高原深处的奎土峰，还有了女儿——耶米拉。不过，爱丝特尔身上的菲利斯多力量却转移到了耶米拉身上。由于不希望看到耶米拉因菲利斯多的力量不幸，约伯开始研究能够引导菲利斯多力量的物品，终于成功在奎土峰底的遗迹中找到了具有这种效果的神秘种子龙驭之核。
- 最终，约伯一家还是被犹大找到，并抓回不沉之月。为了保全妻子，约伯选择了牺牲女儿。由于惧怕这股力量的成熟，来自另一个势力的全力攻击使得世界局势更加混乱；另一方面，爱丝特尔因感染了这现代世界中的未知病毒逝去。失去挚爱的约伯疯狂地研究下，完成了菲利斯多的引导器，并在犹大的帮助下前往将它交给被关押在不沉之月中的耶米拉。由于他临终前的一番话，耶米拉使用了菲利斯多的力量。被称为“因果律的罪与罚”的存在最终使得第一星系步向毁灭。[15]

### 水蓝之星
- 耶米拉乘坐不沉之月踏上了旅程，对父母的复杂情感使她改以爱丝特尔自称。她抵达了一颗和自己母星相似的星球-水蓝之星，并使用世界树系统与菲利斯多的力量，创造了各种物种与整个世界的循环，以模拟出自己母星环境的方式，寻求能逃离灭亡命运的道路，以便以能逆转时间的力量改写母星毁灭的“因果”。
- 由于爱丝特尔有所图地使用菲利斯多使得她的黑暗面分裂出来，最终导致了“堕落妖精夏蓉事件”。她于是把它封印在黑雾地区的地底。千年后，这份力量被洛西迪欧·萨利昂寻获，并产生出血轮回之法，以及血轮回的死神试图杀害血轮回的继承者。
- 数年后，洛西迪欧·萨利昂与爱丝特尔的战斗中，血轮回的死神的现身解救了当时无法使用菲利斯多而战败的爱丝特尔。另一方面，它的出现也令爱丝特尔发现菲利斯多的力量已非自己所能掌控。因此决定放弃的爱丝特尔本准备离开，但由于无意间在北神柱上解救了伊札与依莉特兄妹，使她爱上了貌似其父的伊札。
- 由于伊札忧心人世离开了神上界，让爱丝特尔产生如同父亲当初选择了母亲而抛弃自己般的绝望感，又因为伊札与依莉特的相恋酿成包括奥塔在内的一连串悲剧[15]

### 两个世界
- 终于释怀的爱丝特尔回收了菲利斯多，已经失去肉体的她重拾耶米拉之名，再次乘上不沉之月，重新回到了第一星系，并在此发现了与因果律之罚战斗而进化的人类——有翼人。耶米拉将菲利斯多中不安定的部分拨离之后，结合有翼人的身体创造了7名神祇，并和他们并肩作战。最终，她成功封印了轮回之罚，拯救了有翼人一族。其后，她复原、创造了两个世界，并准备实施一些设计来寻求她心中问题的答案——尽管她最终没能完成整个计划……
- 就在她成功创造了第一世界后，利用她使用大量力量后需要休息的空挡，她所依附、使用的身体——映舞的恋人，灿夜（他当时成为了虚无神赛特）展开了他的复仇。尽管他经过一系列动作终于成功支开其他神，得以与耶米拉一对一的战斗，但他还是毫无悬念的被拥有菲利斯多之力的创世神击倒，不过也使耶米拉元气大伤。[15]

### 第一世界
耶米拉的计划中，第一世界是一个有“神”的世界。它继承了有翼族的文明和文化。但是，她却给这里的人们设定了可能藉由进化超越守护他们的神祇这一“提示”，并以菲利斯多将卡奥斯封印在这个世界的某处。她想籍此探求：当人们进化到不需要“管理者”时，是否会背叛管理者，并因过分追求“力量”导致世界再次步向毁灭，而面临毁灭时，人们又是否会再次选择与管理者合作——这一系列问题的答案。

#### 天空之岛·艾斯嘉
由光辉女神-莱雅（或名蕾雅）统治。不过，其实女神只是监视着轮回之罚与普罗特物质，并没有干涉人们的生活；而这倒使得她与操作人们命运的命运三女神不同，得到了人们的爱戴。

#### 大陆北方·帕菲洛
原由命运三女神统治的神之国伊甸中，站在“继续信仰命运女神”一方的人类主要居住于此。女神被封印后的情况尚不明朗，但北大陆居民普遍一直信仰着命运三女神。目前已知存在帕蓝特王国（风色幻想Online版伊始便已亡国）与伊甸帝国等势力。风色幻想Online中，玩家角色“命运之子”，就是帕蓝特出身的。

#### 大陆南方·奥尔菲
原由命运三女神统治的神之国伊甸中站在“反叛命运女神”、即信从“圣者”西昂的人类主要居住于此。
本系列首部作品、魔導聖戰～風色幻想～的主要舞台。

### 第二世界
耶米拉的计划中，第二世界是一个没有“神”的世界。这里的人们不会追求进化。她想籍此探求：如果人们不极端追求进化而停滞不前，是会满足于现状而幸福，还是会消沉并步向毁灭。不过，她还没能创造规则，就因赛特的背叛被轮回之罚所困。

#### 灿夜和映舞
耶米拉愤怒地把映舞之魂与被拨离的菲利斯多结合并流放到第二世界中，她就是后来第二世界的邪神-迪斯雅；璨夜的灵魂则流放到第一世界中。因为使用了过多的力量，耶米拉自身也身陷轮回之罚中，无法脱身。就在第一世界的天泣之劫发生后，当时转生为西昂，并失去原有记忆的灿夜遭到了妻子的刺杀。死时终于恢复记忆的灿夜，利用仅剩的菲利斯多来到第二世界寻找映舞的转生。

## 菲利斯多篇共通名词

### 菲利斯多
菲利斯多是其全称缩写“FLSD”的音译，而它的全称是Fable Leading Shunt Destiny。是足以改变因果律的力量，但也会同时产生“轮回之罚”。

### 七大神祇
耶米拉为了与普罗特物质对抗，以有翼人的身体结合菲利斯多之魂创造的七大神祇。后来被赋予了支配、领导第一世界人们的使命。

#### 命运三女神
秩序的拉克西丝、诞生的克罗托与死亡的阿特洛彼丝合称命运三女神。
其中，拉克西丝被额外赐予了最有“理性”的依莉特之魂，
具有两份菲利斯多之魂的她比两个姐妹拥有更高的神格。

#### 苍炎的碧
未登场。

#### 创神芙蕾
未登场。

### 普罗特物质
耶米拉离开第一星系时所留下的“轮回之罚”完成宿命后成为的未知物质。

#### 卡奥斯
被称为“混乱与破坏之神”，原本是“轮回之罚”中唯一有意识的存在。在与有翼人的战斗中被耶米拉所封印，后因赛特的复仇计划，被从封印中解放，尔后被命运三女神再次封印。由于西昂使用了封印它的菲利斯多之力，再次从封印中解放，但被仅存的命运女神拉克西丝舍身以拉克西丝禁咒封印。数百年后，露菲雅无意间揭开封印，于是重现世间，但被复活的命运三女神以女神封岳阵削弱后，终于被消灭了。

#### 冥族
因赛特的复仇计划，被从世界树系统中解放的轮回之罚，受到赛特所使用的菲利斯多力量的影响而成为有独立意识的个体。它们被称为“普罗特一族”，实际上“冥族”就是“普罗特一族”。但由于光辉女神的追击，所以冥界都尽可能隐藏在世界树系统创造的扭曲空间中，与世隔绝。冥族的存在首先被天空大陆的圣者-约拿探知，在天泣之劫中，以西昂为首的人类则联合冥族对抗命运三女神。信奉力量至上主义，所以只要强大到能击倒冥王就能成为新的冥王。
- 纯血者

冥族中被菲利斯多影响得较为完整的族群，具有从尚是“轮回之罚”时继承来的力量。数量较少。
- 混血者

冥族中被菲利斯多影响得较不完整的族群，使用本身的特性“融合”使得其他的力量成为或增强自己的力量。
- 天之神官·妮雅

尚未登场。统领着纯血者。
- 地之神官·渥尔夫

在幻想时空中登场。

#### 暗黑神夏洛姆
耶米拉重返第一星系前，几乎覆盖全星球的、普罗特物质的集合体。冥界住民奉为最高的象征性的存在。幻想时空中的魔神王普罗特。

#### 冥王·迪斯路亚
由前冥王索特以暗黑神夏洛姆为象征、以普罗特物质造出的存在，后来战胜索特成为冥王。
后来在人类和冥族联手对抗女神的战斗中，接替遇刺身亡的原领导者·西昂（人类）继续作战。
带领着四大魔王：
- 杰洛西迪斯

曾被封印在暗月之门。尚未登场。
- 萨比罗斯

在风色幻想AGO中登场。物色并赐予命运之子力量，以利用他们寻找冥王·迪斯路亚的行踪。
- 希儿比维斯

称号“冰霜的风雪女王”，尚未登场。
- 梅尔西迪斯

在风色幻想III、风色幻想IV中登场。被称为炎狼之魔神。
实际为风色幻想II中的沙迪克死后经过很多很多事而使他的灵魂与轮回之罚结合而转生成为的存在。

### 祭风之塔
- 曾创造水蓝之星物种的“世界树系统”在第二世界被称为祭风之塔，而在第一世界则被称为海市蜃楼。由于它实际是不沉之月上的物种创造系统单元，内部有小型的爆缩跳跃引擎，因此得以穿梭于两个世界间；也因为这个引擎的关系，它附近的空间会变得很不稳定而得以被利用来封印轮回之罚。
- 它控制着两个世界中的轮回之流，使得灵魂的总数保持稳定；当灵魂背负太多的“业”时，便会被从轮回之流中排除，逐渐消逝；而此时，它就会创造一个新的生命。
- “轮回之罚”本质上也是灵魂，只是必须等背负的“恨”得以雪清才能重生为灵魂转世。不过，由于数量总数的限制，还是得排队等待转世。

#### 法鲁
在幻想时空中登场，祭风之塔的主人，其父是被称为知识之神的拿利奇。曾与朱里安一起冒险。

#### 徘徊者
因菲利斯多变更因果而遭到命运排除的灵魂。
- 裘卡

在风色幻想II中登场，血轮回的死神。曾与沙迪克立下击败萨利昂后取其性命的约定，但由于沙迪克打破了约定而悲痛地离开了。后来在沙迪克的游说下返回帮助莉芙等人（风色幻想II资料片）。
- 贝莉卡

### 星海之道
连接第一世界、不沉之月与第二世界的道路。由于太空中没有氧气，人类是无法攀登的。

## 绿之星篇
本系列尚未完结。绿之星篇目前指本系列中的这3部作品：
- 風色幻想5～赤月戰爭～
- 風色幻想6～冒險奏鳴～
- 風色幻想XX～交錯的軌跡～

目前没有前传、外传性质的作品。但从透露出的宣传画面推测，風色戰曲Online可能是继承绿之星篇世界观的作品。

## 绿之星篇共通名词

### 赤与蓝之神
来到绿之星的外来神，赤血之神与蓝血之神合称赤与蓝之神。 在风色幻想XX第五章结尾CG中，聆烨望见夜空中赤色与蓝色的两颗星星，被怀疑是赤血之神与蓝血之神原本居住的星球。赤与蓝之神有可能是两颗星球的意识。
赤与蓝之神曾经降临绿之星， 为绿之星带来了“赤与蓝之民” － 人类。人类在绿之星安定下来，并生存繁衍。然而， 作为外来生物，人类的活动影响到了原本绿之星的正常的运作。绿之星于是从“萤石矿”， 人类生活生产的唯一能源中产生了“黑雾”， 并通过黑雾感染绿之星生物，病变并攻击人类来达到消灭外来物种的目的。人类在使用萤石矿的同时产生了大量“黑雾”，使得绿之星的生态完全遭到了破坏。蓝血之神决心消弭人类在绿之星的存在，保护绿之星的生态平衡，然而赤血之神不愿看到自己的子民遭到消弭。于是，赤与蓝之神达成协议，决定每千年降下神罚， 对人类进行一次灭世轮回，以保护绿之星免于毁灭，并让人类有了在绿之星上永远存续繁衍的可能。为此，赤与蓝之神仿造自己的身体构造制造了“神造之神”赫尔梅斯，并用封存了赤与蓝之力的白昼石与黑夜石分别制造出了“黑翼使徒”依协莉丝与“白翼使徒”瑟莉丝代替执行灭世的使命。

### 黑翼与白翼神使
赤与蓝之神的使徒。其中， 白翼使徒从黑夜石中孕育，名为瑟莉丝，黑翼使徒由白昼石中孕育，名为依协莉丝。黑翼与白翼使徒的诞生是为了代替赤与蓝之神行使灭世轮回的使命。每千年，黑翼与白翼使徒利用白昼石与黑夜石结合成“黑翼与白羽之核”， 用于驱动和驾驶神造之神赫尔梅斯进行灭世轮回。

### 绿之远大意识
星球·绿之星自身的意识。在“赤与蓝之民”人类来到绿之星之后，将其视为外来物种并试图将其消灭。利用“黑雾”污染绿之星的物种，使其狂暴化并攻击人类。同时利用“黑雾”孕育“灭世之兽”执行灭世的使命。但是在千万年的进化过程中，绿之星意识到了人类对其进化的帮助，转而依赖并利用人类的存在来促进自己的生长。然而，绿之星的计划在故事发生的约一千年前被古代的“七贤者”发现。七贤者因此试图通过“弑神”杀死绿之星意识进而消除黑雾的存在，谋求人类永久的和平。七贤者的计划在秘密进行的过程中被绿之星的使徒笛敏特发现并破坏，因而作古。然而“弑神”计划在千年以后，即风色幻想6的故事中，由联邦议员尤里西斯·伊萨卡继承并实现。绿之星的意识被封入尤里西斯的躯体中，并被风色幻想6的主人公 － 迪恩·凡尔赛提斯·伊萨卡重伤。此后下落不明。
绿之星分为世界树与里外大陆。其中，里大陆与外大陆相隔绝，并且极少有外大陆的人熟悉里大陆的存在。里大陆又称为“树罗大陆”，是绿之星原本的住民“绿之民”居住的地方。绿之星意识在樹羅大陸被稱為「埃尔」。在绿之星中，只有绿之民才有资格成为绿之意识。在故事中，现任的埃尔重伤之后下落不明，因而其他的绿之民有了取代现任埃尔成为新的绿之意识的机会。绿之民想要成为新的绿之星意识，则必须进入世界树中的“茧之座”。其它成为绿之意识的条件游戏中并没有加以说明。

### 灭世之兽
“灭世之兽”则是由黑雾产生并进化的终极体，是绿之星用来毁灭人类而制造的存在。然而，“灭世之兽”的传说并不为多数人所知，因为每当灭世之兽诞生之前，“神造之神”赫尔梅斯就进行了灭世轮回，于是灭世之兽也随之被消灭。但是，在绿之星系列的故事中，主人公们所处的时代千年之前，七贤者之一的依扎克与瑟莉丝联手杀死了依协莉丝，并阻止了赫尔梅斯的灭世。与此同时，灭世之兽第一次成功地诞生。
然而，在灭世之兽初次诞生地时代，世界经历了无数次的灭世轮回。在此过程中，绿之星意识到了人类的发展促进了绿之星的快速进化，甚至进化出了“世界树”从而产生了里外大陆。因此，绿之星想要保留人类的存在，所以通过绿之星的使徒笛敏特，将能够杀死灭世之兽的“日蚀之剑”黑曜交给人类的勇者华勒斯，让华勒斯杀死灭世之兽，拯救世界。华勒斯经过七天七夜的鏖战，最后利用熔岩与同化之术，将己身与灭世之兽封印成“兽之像”。灭世之兽因此被长久地封印。

## 尚未形成系列的作品

### 风色幻想SP
风色幻想SP目前并无任何相关作品，剧情、背景设定上也没有明显的前后、因果共通性。
不过，从透露出的宣传画面推测，風色幻想2 Online可能是继承SP世界观的作品。

### 风色英雄传Online
风色英雄传Online目前无任何相关作品，剧情、背景上也独立于其他作品，没有明显的前后、因果共通性。

## FY城
FY城是风色幻想系列游戏中固有的隐藏要素，一般情况下，玩家需要达成特定的条件才能找到FY城。在FY城里可以购买到游戏中最顶级的道具和装备，当然价格也是最顶级的咯。

## 備註
1. ↑  也有本作其实只是挂名“风色”而并非风色系列的说法，其英文名称也不包括“Wind Fantasy”。但在此暂将其一同视为风色系列。
2. ↑  .   [2022-08-12]. （原始内容存档于2022-08-12）. （页面存档备份，存于）
3. ↑  遊戲類型為角色扮演遊戲，原預定於A'Can平台上推出；系列開發人員於四代攻略本中，也曾有「……還一度差點成為TVGAME的風色系列菲利斯多篇，……」(P.245)的感想。同公司於1994年出品的橫向捲軸射擊遊戲《星世紀戰將》，結尾字幕中有本作的預告。
4. ↑  劇情設定上可作為初代的前傳。
5. ↑  弘煜科技(Fun Yours)開發遊戲一覽：詳見該頁注釋。
6. ↑  「限量典藏版」，於三代推出前發售的版本，外盒正面圖樣與初版不同；附贈的攻略本也不同於獨立販售的版本，非全彩印刷。
7. ↑  需使用初代的第二片遊戲光碟（原聲帶光碟）运行風色幻想SP的遊戲程式。
8. ↑  「超值紀念版」，商品樣式與初代復刻版相同。
9. ↑  本傳系列作中唯一一款角色扮演遊戲。
10. ↑  「經典再臨版」，以DVD的形式發行；包裝上的遊戲名稱為「風色幻想aLIVE」。
11. ↑  .   [2011-02-11]. （原始内容存档于2012-01-17）. （页面存档备份，存于）
12. ↑  遊戲新幹線開測活動 的存檔，存档日期2009-08-19.
13. ↑  .   [2011-02-24]. （原始内容存档于2016-03-04）. （页面存档备份，存于）
14. ↑  风色幻想3上市时，曾发布了“由于一些原因，将本作分为两部上市”的说法。此外，安装资料片“死神的礼物”后所留下的存档可以继承到风色幻想4。
15. 1 2 3 4 5 6  风色幻想IV攻略本
16. ↑  魔导圣战~风色幻想~ 游戏说明书
17. ↑  但曾在风色幻想III、风色幻想IV中，在说明用以封印原罪徽章的术法“大封印咒法”时提及过名字
18. ↑  幻想时空中渥尔夫的职位为天之神官，但在风色幻想IV攻略本收录的菲利斯多篇设定资料中，却被改为地之神官。此处以较新的风色幻想IV攻略本为准。
19. ↑  根据已有资料推测，幻翼传说中的前冥王索特之子“黑暗王子”可能就是这名魔王。不过，由于幻翼传说的绝大部分剧情、设定随着后来AGO（即风色幻想Online）中的更动成为了黑历史，故也有被颠覆的可能。
20. ↑  和制作公司其他的Online游戏不同，风色英雄传Online并没有改编自单机版游戏的背景
21. ↑  初代魔導聖戰～風色幻想～于1998年上市的简体中文版中没有FY城。
22. ↑  風色幻想II～aLIVE～中没有FY城，部分特殊道具是由最终战场前的特殊NPC进行贩卖。

## 外部連結
- 弘煜科技事業股份有限公司 （页面存档备份，存于）
- 北京寰宇之星软件有限公司
- 風色幻想Online日版相關消息 （页面存档备份，存于）